# Adassauro
Adasaurus é um gênero de Dromaeosauridae terópode que existiu a partir do final do Período Cretáceo da Era Mesozoica do Éon Fanerozoico. Viveu na região no que é hoje a Ásia Central. Foi um pequeno bípede carnívoro com uma garra em forma de foice no segundo dedo de cada pata traseira. Um adulto media cerca de 2 metros do focinho até à extremidade da cauda. Ada é um espírito do mal da mitologia da Mongólia . O nome também inclui o termo grego sauros, que significa "lagarto", o sufixo mais comum usado em nomes de dinossauro. Há uma espécie (Mongoliensis A.), em homenagem à Mongólia, onde o fóssil foi encontrado. Ambos os gêneros e espécies foram nomeados e descritos em 1983 pelo paleontólogo mongol  Rinchen Barsbold.
Dois espécimes foram encontrados na Formação de Nemegt da província de Bayankhongor, na Mongólia. O primeiro encontrava-se incompleto com alguns ossos do esqueleto, incluindo todos os três ossos da pélvis. O segundo espécime consiste na extremidade traseira de um outro esqueleto. Ambos estão atualmente na coleção do Instituto Geolócico da Mongólia, em Ulaanbaatar.